# 6333 Helenejacq
6333 Helenejacq este un asteroid din centura principală de asteroizi.

## Descriere
6333 Helenejacq este un asteroid din centura principală de asteroizi. A fost descoperit pe 3 iunie 1992 la Observatorul Palomar de Gregory J. Leonard. Asteroidul prezintă o orbită caracterizată de o semiaxă mare de 2,18 ua, o excentricitate de 0,05 și o înclinație de 3,1° în raport cu ecliptica.